# Shellback
Karl Johan Schuster, znany w świecie muzycznym jako Shellback (ur. 1 lutego 1985 w Karlshamn) – szwedzki producent muzyczny, multiinstrumentalista i twórca piosenek. Współpracował lub współpracuje z licznymi artystami, takimi jak: Max Martin, P!nk, Taylor Swift, Adam Lambert, Britney Spears, Usher, Avril Lavigne, Ariana Grande, Adele i Maroon 5.
Jego pseudonim artystyczny pochodzi od jednej z postaci z kreskówki Bamse, Skalmana, której nazwa w języku angielskim brzmi Shellback.
Do jego największych sukcesów komercyjnych należą single: „So What” (2008) „Whataya Want from Me” (2009), „Moves Like Jagger” (2011), Shake It Off (2014) i „Can’t Stop the Feeling!” (2016), których był współautorem i współproducentem oraz albumy 25 Adele i 1989 Taylor Swift.
Zdobył 4 razy Nagrodę Grammy, a 10 razy był do niej nominowany.
Od 2009 roku prowadzi własną firmę produkcyjną, Shellback Industries AB.

## Życiorys i kariera zawodowa

### Początki
Karl Johan Schuster urodził się 1 lutego 1985 roku w Karlshamn. Jego ojciec jest elektrykiem, a matka nauczycielką. Jako dziecko podziwiał miejscowe zespoły werblistów, maszerujące w soboty przez miasto. Jego zainteresowanie grą na bębnach było tak duże, że ojciec podarował mu kilkakrotnie zabawkowy zestaw perkusyjny, który syn jednak rozbił. W późniejszym okresie dostał już prawdziwy zestaw perkusyjny. W wieku dziesięciu lat dokonał swoich pierwszych nagrań za pomocą podwójnego magnetofonu kasetowego rejestrując ścieżkę perkusyjną na jednym, a następnie dodając wokale lub syntezatory na drugim. Ponieważ chodził jeszcze do szkoły, więc mógł pracować tylko wieczorami i nocami.
Mając 13 lat został muzykiem w miejscowym zespole. Opanował grę na różnych instrumentach, pozostając nadal perkusistą. Jego idolami byli wówczas Lars Ulrich oraz Dave Grohl.
W szkole średniej nawiązał kontakt z Tobiasem Jimsonem, byłym mieszkańcem Karlshamn, który przeniósł się do Sztokholmu odnosząc tam sukces jako producent hip-hopowy pod pseudonimem Astma. Astma wysyłał Schusterowi próbki, do których ten nagrywał partie basu na żywo w studiu urządzonym w byłej kostnicy.
W 2004 roku Schuster został wokalistą zespołu Blinded Colony. Jego śpiewny, czysty wokal przyciągnął uwagę amerykańskiej wytwórni Pivotal Rockordings. Jednocześnie pogłębiał wiedzę o pracy w studiu kontynuując nagrywanie swoich własnych projektów.
Jak wspominał w wywiadzie dla SVT z listopada 2019:

Pamiętam wyraźnie, że miałem myśli, że powinienem w jakiś sposób zajmować się muzyką zawodowo, ale nigdy nie chciałem zostać autorem tekstów, a już na pewno nie producentem.

### Współpraca z Maxem Martinem
Za pośrednictwem jednego ze swoich kolegów, Juliusa poznał Maxa Martina. Podczas jednego ze spotkań Martin zaprosił ich obu do swojego studia Maratone w Sztokholmie. Kiedy w listopadzie 2006 roku Schuster przybył do Sztokholmu, okazało się, że Max Martin ma wobec niego inne plany niż tylko nagrywanie demo – Schuster został jego uczniem.  Nauczył się pisać piosenki pop i wszystkich technicznych zagadnień z tym związanych a także postępowania z wykonawcami. W lutym 2007 roku wyruszył w europejską trasę koncertową z zespołem, który opuścił kilka miesięcy później by rozpocząć współpracę z Maxem Martinem. Podczas pobytu w Austrii przyszedł mu do głowy pomysł melodyczny, który po powrocie do Sztokholmu nagrał jako demo z melodią, zwrotką i refrenem. Kiedy później Pink przyjechała do studia Maratone, aby napisać piosenki na swój piąty album, Funhouse, Max Martin zaproponował jej do wysłuchania demo Schustera. Pomysł przypadł piosenkarce na tyle do gustu, że w ciągu pół godziny napisała tekst do piosenki (zatytułowanej później „So What”), której następnie Schuster i Martin nadali ostateczny szlif.
27 września 2008 roku singiel „So What” dotarł do 1. miejsca na licie Hot 100 tygodnika Billboard.
W 2010 roku dwa single, których był współautorem (z Maxem Martinem) znalazły się na liście Top 10 tygodnika Billboard: „DJ Got Us Fallin’ in Love” Ushera i „Raise Your Glass” Pink.  
W 2011 roku w jego karierze nastąpił znaczący przełom – hit zespołu Maroon 5 i Christiny Aguilery, „Moves Like Jagger” (którego był współkompozytorem i współproducentem) znalazł się na szczycie listy Billboard Hot 100 w USA oraz na listach przebojów w 21 innych krajach. W 2012 roku Shellback kontynuował produkcję hitów, odnosząc kolejne międzynarodowe sukcesy z Maroon 5, Pink, Taylor Swift, One Direction i Seanem Paulem.
W 2015 roku pracował wspólnie z Martinem przy produkcji albumu 25 Adele. Obaj razem z artystką skomponowali piosenkę „Send My Love (To Your New Lover)”, której byli też producentami i której nadali, zdaniem Stephena Thomasa Erlewine’a z AllMusic, „stonowany, spoisty elektroniczny puls, wystarczający, by odróżnić ją od reszty albumu”. Shellback dodatkowo zagrał na instrumentach perkusyjnych i zajął się programowaniem. Singiel z piosenką dotarł do 1. miejsca między innymi na brytyjskiej liście UK Independent oraz na amerykańskich: Adult Contemporary,  Adult Pop Airplay i Pop Airplay. W poszczególnych krajach zdobył status platynowej płyty, w tym w Wielkiej Brytanii podwójny i w Stanach Zjednoczonych pojedynczy.

### Shellback Industries AB
W 2009 roku Schuster założył firmę Shellback Industries AB, która w ciągu następnych 10 lat zarobiła ponad pół miliarda koron. Chociaż pod względem przychodów rok 2019 był dla niej najgorszy w ciągu ostatnich pięciu lat, to dobre wyniki osiągnęła ta część jej aktywów, która została inwestowana w akcje, fundusze i nieruchomości. Schuster jest właścicielem szeregu nieruchomości w Sztokholmie i Karlshamn, a także czterech samochodów: Ferrari 488, Bentleya Bentayga V8, Lexusa RX450h i Forda Rangera.

## Nagrody
- 2010 – Musikförläggarnas Pris w kategorii:Årets Internationella framgång (sukces międzynarodowy roku; wspólnie z Maxem Martinem)[19]
- 2011 – Musikförläggarnas Pris w kategorii:Årets Internationella framgång[20]
- 26 września 2012 – Stims Platinagitarr (za wyjątkowe sukcesy w ciągu roku)[21]
- 22 lutego 2013 – Musikexportpriset (Nagroda Eksportowa) w dziedzinie muzyki za rok 2012, która wręczyła mu minister handlu Ewa Björling[8]
- 2015 – Musikförläggarnas Pris (Nagroda Wydawców Muzycznych) w kategoriach: piosenka roku i kompozytor roku[22].
- 2015 – Alice Tegnér-stipendiet[23]

### Nagrody Grammy
W 2013 roku razem z Maxem Martinem był nominowany do trzech Nagród Grammy. Przez magazyn Billboard został sklasyfikowany jako najpopularniejszy wówczas producent muzyczny na świecie.
Zdobył łącznie 4 Nagrody Grammy i 10 nominacji do niej:
- 2017 – 59. ceremonia w kategoriach:
  - Album roku – 25 Adele
  - Best Song Written For Visual Media „Can’t Stop the Feeling!” Justina Timberlake’a
- 2016 – 58. ceremonia w kategoriach:
  - Album roku – 1989 Taylor Swift
  - Best Pop Vocal Album – 1989